# Thomaz Koch
Pour les articles homonymes, voir Koch.
Thomaz Koch, né le 11 mai 1945 à Porto Alegre, est un ancien joueur de tennis professionnel brésilien.

## Biographie
Il remporte l'Orange Bowl en 1963 et devient no 1 junior à la fin de l'année. Il fut le meilleur joueur brésilien pendant 15 ans : de 1962 à 1977.
Reconnaissable avec ses cheveux longs et son bandana, il faisait partie des joueurs de tennis hippies à l'image de Torben Ulrich dans les années 60. C'est à cette période qu'il obtient ses meilleurs résultats : quart de finale à l'US Open de tennis en 1963, à Wimbledon en 1967 et à Roland-Garros en 1968.
Il fut également un très grand joueur de Coupe Davis. Avec 74 victoires pour 44 défaites, il est le 9e joueur ayant remporté le plus de matchs dans cette compétition. Il a participé à 44 rencontres pendant 16 ans : de 1962 à 1981. Il forme avec José Edison Mandarino une paire prolifique puisqu'ils comptent 23 victoires pour 9 défaites en 13 ans. En 1966, après ses victoires sur le Danemark, l'Espagne, la Pologne et la France, l'équipe bat les États-Unis en demi-finale interzone puis échoue en finale face à l'Inde 3 à 2. Ils atteignent les demi-finales en 1969 et 1970. Grâce à leur victoire sur la République Tchèque en 1971, ils accèdent de nouveau à la finale où ils s'inclinent face à la Roumanie 3 à 2.
Il est également médaillé d'or lors des Jeux panaméricains de 1967 en simple et en double.
En 1972, il fonde avec son compatriote Luis Felipe Tavares, la société de marketing Koch Tavares qui organise des évènements sportifs dont l'Open du Brésil.
Il a été le compagnon de la volleyeuse Isabel Salgado pendant une dizaine d'années.

## Parcours dans les tournois duGrand Chelem

### En simple
- Roland-Garros : quart de finaliste en 1968, huitième de finaliste en 1974.
- Wimbledon : quart de finaliste en 1967, huitième de finaliste en 1965.
- US Open : quart de finaliste en 1963, huitième de finaliste en 1965 et 1967.

### En double
- Roland-Garros : quart de finaliste en 1968 et 1972.
- Wimbledon : demi-finaliste en 1971.